# Kjøsnesfjorden
Kjøsnesfjorden er en sø som ligger i Jølster kommune i Vestland og er den østligste del af Jølstravatnet; Den afgrænses i vestenden fra Jølstravatnet af en dæmning/bro, Kjøsnesbrua som blev åbnet i 1970; den fører fylkesvej 451 over søenden. Fjorden indeholder grønfarvet brævand fra Grovabræen sydvest for Jostedalsbræen.

## Skredfare
Kjøsnesfjorden har stejle og høje fjelde på begge bredder, og er ofte udsat for stenskred. Riksvei 5 ligger på nordsiden af fjorden, den er ofte blevet lukket på grund af skred eller risiko for stenskred. I 2004 var der omkring 30 nedstyrtninger på en og samme aften som lukkede flere biler inde på strækningen. Efter denne ulykke blev der nedsat en aktionsgruppe til at sikre vejen.
I 2009 fik Norges Geotekniske Institutt til opgave at udføre skredvarsling inderst i Kjøsnesfjorden, og de vederedelegerede opgaven til et entreprenørfirma der arbejder i området

## Kraftværk
I bjergområdet omkring Kjøsnesfjorden er det planlagt bygning af et kraftværk, men planerne har været omstridte da området ligger tæt på Jostedalsbreen nationalpark.